# Слободан Антонић
Слободан Антонић (Београд, 19. мај 1959) српски је политиколог, социолог, универзитетски професор и политички аналитичар. Редовни је професор Одељења за социологију Филозофског факултета Универзитета у Београду и сарадник Института за социолошка истраживања Филозофског факултета Универзитета у Београду

## Биографија
Дипломирао је 1982. године и магистрирао 1988. године на Факултету политичких наука на тему Прилог критици историјског материјализма као филозофије историје. Докторску дисертацију на тему Теоријско-методолошки проблеми изучавања еволуције предграђанских друштава израдио је и одбранио на Одељењу за социологију Филозофског факултета у Београду 1995. године, где предаје општу социологију, теорије моћи и савремене политичке теорије.
Радио као истраживач у Институту за политичке студије у Београду (1990–1996), предавао социологију на Филозофском факултету у Новом Саду (1996–2001), а од 2001. је запослен на Одељењу за социологију Филозофског факултета у Београду (доцент 2001., ванредни професор 2006, редовни професор 2011.). Обављао дужност управника Одељења за социологију (2006–2010), главног уредника Социолошког прегледа (2006–2009) и председника Српског социолошког друштва (2009–2013).
Један је од оснивача (1994) и уредника Нове српске политичке мисли.
Антонић је учествовао у проналажењу и објављивању рукописа српског историчара Антонија Фарчића, који је специјализовао област историје приморских Срба.
Био је колумниста дневних новина Политика где је махом писао о политичким темама.

## Дела
- Србија између популизма и демократије, ИПС, Београд, (1993)
- Изазови историјске социологије, Београд, (1995)
- Antonić, Slobodan (1999). „Stranački i društveni rascepi u Crnoj Gori”. Sociologija: Časopis za sociologiju, socijalnu psihologiju i socijalnu antropologiju. 41 (2): 165—186. Архивирано из оригинала 24. 04. 2020. г. Приступљено 11. 09. 2019.
- Заробљена земља: Србија за владе Слободана Милошевића, Београд, (2002)
- Нација у струјама прошлости: Огледи о одрживости демократије у Србији, Чигоја, Београд, 2003. (енгл. The Nation on the Maelstroms of Past: Essays in Sustainbility of Democracy in Serbia).
- Гутање жаба (2005)
- Елита, грађанство и слаба држава: Србија после 2000 (2006)
- Срби и »Евро-Срби« (2007)
- Консолидација демократских установа у Србији после 2000. године«, (2007, коаутор Душан Павловић)
- Вајмарска Србија (2008)
- Културни рат у Србији: Слободан Антонић (2008)
- Искушења радикалног феминизма: моћ и границе друштвеног инжењеринга (2011)
- Вишијевска Србија (2011)
- Транзициони скакавци: идејна сучељавања 2008-2011 (2011)
- Ђаво, историја и феминизам: социолошке пустоловине (2012)
- Лоша бесконачност: прилози социологији српског друштва (2012)
- На бриселским шинама: политичке анализе (2013)
- Моћ и сексуалност: социологија геј покрета (2014)
- Досије Аутономна Покрајина Војводина, коаутор, (2014)
- Још није готово: Милошевић (2015)
- Демонтажа културе: прилози за социологију српског друштва (2016)
- Моћ и послушност (2022)[4]
- Украјински рат: буђење царства (2023)[5]
- Колонијално (анти)образовање (2024)[6]